# Quinn McNemar
Quinn McNemar (ur. 20 lutego 1900, zm. 3 lipca 1986) – amerykański psycholog i statystyk, profesor Uniwersytetu Stanforda. Twórca statystycznego testu McNemara. 
Jako jeden z pierwszych wskazał, że większość publikowanych wniosków na temat psychologii człowieka jest wyciągana na podstawie badań prowadzonych na studentach psychologii lub socjologii, którzy nie stanowią  grupy reprezentatywnej. Problem ten w przyszłości został rozwinięty jako koncept WEIRD.
W latach 1963–1964 pełnił funkcję prezesa Amerykańskiego Towarzystwa Psychologicznego (APA). 